# Adamkowo
Adamkowo – wieś w województwie kujawsko-pomorskim, w powiecie tucholskim, w gminie Kęsowo. Wieś leżąca w Borach Tucholskich, w pobliżu rzeczki Kamionki. 
W latach 1975–1998 miejscowość administracyjnie należała do województwa bydgoskiego.
Adamkowo od 2009 jest Ptasią Wioską Tematyczną z przydrożnym, plenerowym Muzeum Ptaka (rzeźby ludowe i abstrakcyjne), Aleją Klonową im. Leona Wyczółkowskiego oraz ornitologiczną ścieżką edukacyjną, umożliwiającą obserwację takich gatunków jak bocian biały, błotniak stawowy, grzywacz, zięba, szpak, kapturka, modraszka i żuraw.

## Ochrona przyrody
Na terenie wsi znajdują się następujące pomniki przyrody:
- aleja przydrożna złożona z 21 sztuk klonu zwyczajnego o nazwie "Aleja Klonowa"
- wiąz o obwodzie 313 cm
- dwupienny dąb szypułkowy o obwodzie 325/279 cm.